# Knut Åkerhielm (hovmarskalk)
Gustaf Georg Knut Åkerhielm, född 1 juni 1813 i Axbergs församling, död 2 mars 1895, var en svensk friherre och hovman.

## Biografi
Knut Åkerhielm, som tillhörde en friherrliga ätten Åkerhielm af Margrethelund,  föddes 1813 på Dylta bruk i Axbergs församling. Han var son till brukspatronen Samuel Åkerhielm och Hedvig Christina Burenstam.
Han var hovmarskalk och skattmästare vid Kungl. Maj:ts orden.

### Familj
Åkerhielm gifte sig 1852 med operasångerskan Julie Berwald. Hon var dotter till hovkapellmästaren Johan Fredrik Berwald och Mathilda Berwald. De fick tillsammans barnen Julia Åkerhielm (1853–1921) som var gift med landshövdingen Adolf Malmborg i Värmlands län och Knut Johan Samuel Vilhelm Åkerhielm (1863–1864).

## Utmärkelser
- Kommendör med stora korset av Nordstjärneorden (1 oktober 1881)
- Kommendör av första klass av Vasaorden
- Kommendör av första graden Dannebrogorden
- Officer av första klassen Karl III:s orden